# جيمي وير (لاعب كرة قدم)
جيمي وير (بالإنجليزية: Jimmy Weir)‏ هو مدرب كرة قدم ولاعب كرة قدم بريطاني (وحمل سابقاً جنسية المملكة المتحدة لبريطانيا العظمى وأيرلندا) في مركز الوسط، ولد في 1864 في إدنبرة في المملكة المتحدة. لعب مع نادي إيفرتون.